# Monze (Distrikt)
Monze ist einer von 15 Distrikten in der Südprovinz in Sambia. Er hat eine Fläche von 4771 km² und es leben 268.432 Menschen in ihm (2022). Verwaltungssitz ist die Stadt Monze.

## Geografie
Monze befindet sich etwa 100 Kilometer südwestlich von Lusaka. Der Distrikt erhebt sich im Südosten bis auf 1200 m und fällt nach Norden bis auf knapp 1000 m ab. Ein Teil der Nordgrenze bildet der Fluss Kafue.
Der Distrikt grenzt im Norden an die Distrikte Mazabuka und Itezhi Tezhi, im Osten an Chikankata, im Süden an Gwembe und Pemba, im Westen an Choma und Namwala sowie im Norden an ein kleines Stück des Distriktes Mumbwa in der Zentralprovinz.

## Klima
Das Klima in Monze ist im Allgemeinen ein subtropisches Savannenklima. Die Regenzeit dauert von Ende Oktober bis April. Aufgrund des Klimawandels ist die Regenzeit in den letzten Jahren sehr unvorhersehbar geworden. Zusätzlich haben die Niederschläge nachgelassen und erreichen nur noch maximal 800 mm im Jahr. Die kühle und trockene Jahreszeit beginnt im Mai und dauert bis Juli, während die heiße und trockene Jahreszeit im August beginnt und bis Oktober dauert. Die Temperaturen liegen in der heißen Jahreszeit zwischen 26 °C und 40 °C und in der kalten zwischen 12 °C und 26 °C.

## Gewässer
Der Fluss Kafue mit seinen Auen ist das bedeutendste Gewässer im Distrikt. Ein weiterer Fluss ist der Magoye. Er wird östlich der Hauptstadt durch den Hachaanga-Staudamm aufgestaut. In Monze gibt es etwa 149 Staudämme, von denen die meisten zur Wasserversorgung von Tieren gebaut wurden. Es gibt drei große Quellen im Distrikt. In den Kafue-Auen liegt Thermalquelle von Gwisho. Sie liegen entlang einer geologischen Verwerfung.

## Wirtschaft
Monze ist ländlich geprägt. Die Bewohner im Distrikt Monze – zumeist Tonga – leben vor allem von Subsistenzwirtschaft mit Maisanbau und Viehzucht.
Dennoch erlangte Monze eine gewisse Berühmtheit als Kampfplatz um Gen-Food. Eine Hungerhilfe wurde abgelehnt, weil Anti-Gen-Food-Aktivisten die Lieferung als ungesund, wie vergiftet anprangerten und die Leute so davon abhielten, die Hilfe anzunehmen.
In Monze sind eine beträchtliche Zahl nationaler und internationaler Nichtregierungsorganisationen tätig, unter anderem die Menschenrechtsorganisation Law and Development Association (LADA) und das nationale Netzwerk Civil Society for Poverty Reduction (CSPR).
Vor allem LADA hat dabei für Monze eine hervorgehobene Stellung, denn die ursprünglich aus den Dörfern um Monze gegründete Organisation hat sich in den letzten zehn Jahren von einer kleinen Graswurzelbewegung im Kampf für die Rechte von Kindern und Frauen, zu einer effektiven Organisation mit nationaler Bedeutung entwickelt. Ihr Hauptziel ist es dabei, durch Rechtsberatung vor allem die Rechte der Mädchen und Frauen im traditionell männerdominierten ländlichen Sambia zu stärken.

## Ökologie
Im Norden liegt der Lochinvar-Nationalpark, der Teil des Feuchtgebietes der Kafue-Auen ist.

## Sport
Der Distrikt ist Austragungsort der National Rally Championship, der sogenannten Monze Rally.